# Карбышево
Ка́рбышево — деревня в Томском районе Томской области. Входит в состав Рыбаловского сельского поселения.
Расстояние до центра поселения (с. Рыбалово) — 3 км, до Томска — 41 км.

## Социальная сфера и экономика
В Карбышеве есть фельдшерско-акушерский пункт и почтовое отделение.
Экономические субъекты — местное отделение СПК «Рыбалово», ООО «Томьэкстра» и индивидуальный предприниматель, работающий в сфере розничной торговли.

## Население
| 1920 | 2002 | 2008 | 2009 | 2010 | 2011 | 2012 |
| ---- | ---- | ---- | ---- | ---- | ---- | ---- |
| 354  | ↘256 | ↘238 | ↘233 | ↘209 | ↗210 | ↘203 |
| 2013 | 2014 | 2015 | 2021 |      |      |      |
| ↘200 | ↗202 | ↗205 | ↘146 |      |      |      |